# Liouvillesche Formel
Die liouvillesche Formel (benannt nach Joseph Liouville (1809–1882)) ist eine Identität, welche die Determinante der Fundamentalmatrix eines linearen gewöhnlichen Differentialgleichungssystems erster Ordnung mit der Spur der Koeffizientenmatrix verknüpft. Mit Hilfe der liouvilleschen Formel kann man beispielsweise die abelsche Identität leicht beweisen.

## Aussage
Sei {\displaystyle J\subset \mathbb {R} } ein Intervall, {\displaystyle A\colon J\rightarrow \mathbb {R} ^{n\times n}} stetig und {\displaystyle \Phi } eine Matrixlösung von
{\displaystyle \ y'(x)=A(x)y(x)\ ,}
das heißt {\displaystyle \Phi \colon J\rightarrow \mathbb {R} ^{n\times n}} ist differenzierbar mit {\displaystyle \Phi '(x)=A(x)\Phi (x)}. Dann gilt für alle {\displaystyle x,\,x_{0}\in J} die liouvillesche Formel
{\displaystyle \det \Phi (x)=\det \Phi (x_{0})\cdot \exp \left(\int _{x_{0}}^{x}{\rm {Spur}}(A(\xi )){\rm {d}}\xi \right)\ .}

## Folgerungen
- Insbesondere ist {\displaystyle \Phi (x)} entweder für alle {\displaystyle x\in J} eine reguläre Matrix oder für kein {\displaystyle x\in J}. Im ersteren Fall nennt man {\displaystyle \Phi } eine Fundamentalmatrixlösung oder kurz Fundamentalmatrix. Gilt zudem {\displaystyle \Phi (x_{0})=I}, so heißt {\displaystyle \Phi } die Hauptfundamentalmatrixlösung in {\displaystyle x_{0}}.
- Sei {\displaystyle A\in \mathbb {R} ^{n\times n}} eine feste Matrix. Im Spezialfall {\displaystyle \Phi (x):=e^{xA}} der Matrixexponentialfunktion erhält man aus der liouvilleschen Formel

{\displaystyle \det(e^{xA})=e^{x\cdot {\textrm {Spur}}(A)}\ ,}
da {\displaystyle \Phi } Hauptfundamentalmatrixlösung für {\displaystyle y'(x)=Ay(x)} in {\displaystyle 0} ist.